# Hiromitsu Horiike
Hiromitsu Horiike (Shizuoka, 24 mei 1971) is een voormalig Japans voetballer.

## Carrière
Hiromitsu Horiike speelde tussen 1994 en 2000 voor FC Tokyo.

## Statistieken
| Japan   | Japan     | Japan           | League | League | Emperor's Cup | Emperor's Cup | J-League Cup | J-League Cup | Totaal | Totaal |
| Seizoen | Club      | League          | Wed.   | Goals  | Wed.          | Goals         | Wed.         | Goals        | Wed.   | Goals  |
| ------- | --------- | --------------- | ------ | ------ | ------------- | ------------- | ------------ | ------------ | ------ | ------ |
| 1994    | Tokyo Gas | Football League | 30     | 0      | 3             | 0             | -            | -            | 33     | 0      |
| 1995    | Tokyo Gas | Football League | 27     | 0      | 1             | 0             | -            | -            | 28     | 0      |
| 1996    | Tokyo Gas | Football League | 26     | 0      | 1             | 0             | -            | -            | 27     | 0      |
| 1997    | Tokyo Gas | Football League | 8      | 0      | 6             | 0             | -            | -            | 14     | 0      |
| 1998    | Tokyo Gas | Football League | 30     | 0      | 3             | 0             | -            | -            | 33     | 0      |
| 1999    | FC Tokyo  | J. League 2     | 16     | 0      | 0             | 0             | 4            | 0            | 20     | 0      |
| 2000    | FC Tokyo  | J. League 1     | 1      | 0      | 1             | 0             | 0            | 0            | 2      | 0      |
| Totaal  | Totaal    | Totaal          | 138    | 0      | 15            | 0             | 4            | 0            | 157    | 0      |